# Carl Sören Colbing
Carl Sören Colbing, född 25 maj 1955 i Nynäshamn, är en svensk fotograf och författare.

## Priser och utmärkelser
- Årets Pandabok (barnbokskategorin) 2003